# Селетручел (комуна)
Селетручел (рум. Sălătrucel) — комуна у повіті Вилча в Румунії. До складу комуни входять такі села (дані про населення за 2002 рік):
- Петешть (147 осіб)
- Селетручел (1367 осіб)
- Сяка (138 осіб)
- Шербенешть (591 особа)

Комуна розташована на відстані 162 км на північний захід від Бухареста, 15 км на північ від Римніку-Вилчі, 112 км на північний схід від Крайови, 105 км на південний захід від Брашова.

## Населення
За даними перепису населення 2002 року у комуні проживали 2243 особи.
Національний склад населення комуни:
| Національність | Кількість осіб | Відсоток |
| -------------- | -------------- | -------- |
| румуни         | 2233           | 99,6%    |
| цигани         | 10             | 0,4%     |

Рідною мовою назвали:
| Мова      | Кількість осіб | Відсоток |
| --------- | -------------- | -------- |
| румунська | 2242           | > 99,9%  |
| угорська  | 1              | < 0,1%   |

Склад населення комуни за віросповіданням:
| Релігія     | Кількість осіб | Відсоток |
| ----------- | -------------- | -------- |
| православні | 2239           | 99,8%    |
| адвентисти  | 4              | 0,2%     |